# Reinhard Flesch
Reinhard Flesch (* 1. August 1894 in Bamberg; † 29. Dezember 1942 in München) war ein deutscher Kriminalbeamter und SS-Führer.

## Leben und Wirken
Nach der Teilnahme am Ersten Weltkrieg trat Reinhard Flesch 1919 in die Bayerische Polizei ein, in der er es in der Zeit der Weimarer Republik bis zum Kriminaloberinspektor brachte. Bereits zum 1. Mai 1920 trat er wie sein Bruder Hans Flesch der Münchener NSDAP bei (Mitgliedsnummer 993). Im November 1923 nahm Flesch am Hitlerputsch teil.
Als Heinrich Himmler und Reinhard Heydrich wenige Wochen nach der nationalsozialistischen Machtergreifung die Bayerische Polizei übernahmen, wurde Reinhard Flesch einer ihrer führenden Mitarbeiter in der neu gegründeten Bayerischen Politischen Polizei (BPP), deren Aufgabe in der Bekämpfung der weltanschaulichen Gegner der Nationalsozialisten im bayerischen Staatsgebiet bestand. Als Heydrich im April 1934 zum Chef des Geheimen Staatspolizeiamtes (Gestapa) in Berlin ernannt wurde – und damit die Kontrolle über die Politische Polizei in Preußen als dem weitaus größten Teilstaat des Deutschen Reiches übernahm – war Flesch neben Anton Dunckern, Heinrich Müller, Josef Meisinger und Franz Josef Huber (Flesch-Gruppe oder Bajuwaren Brigade) einer jener Beamten der Bayerischen Polizei, die Heydrich nach Berlin mitnahm. Zweck diese Maßnahme war es seine Machtposition im Geheimen Staatspolizeiamt zu sichern, indem er dortige Führungspositionen mit ihm vertrauten und loyalen Mitarbeitern seiner bayerischen Dienststelle besetzte. 
Im Geheimen Staatspolizeiamt übernahm Flesch laut Geschäftsverteilungsplan vom 25. Oktober 1934 gemeinschaftlich mit seinem ehemaligen Untergebenen Müller die Leitung der Unterabteilung II 1 („Weltanschauliche Gegner“). Hier war Flesch bis zu einer Erkrankung im Jahr 1935 zunächst für das Referat II 1 B („Konfessionelle Verbände, Juden, Freimaurer, Emigranten“) zuständig, das dann ebenfalls von Müller übernommen wurde. Zum 1. Dezember 1935 wurde Flesch – der aufgrund seiner Krankheit in seine Heimatstadt zurückwollte – auf eigenen Antrag zur Bayerischen Politischen Polizei zurückversetzt, um dort die Angleichung der Organisation dieser Behörde an die des Gestapa durchzuführen und die Leitung der Abteilung II der BPP zu übernehmen.
Im März 1939 übernahm Flesch die Leitung des Einsatzkommandos II (Pilsen), das im Rahmen der sogenannten Zerschlagung der Rest-Tschechei nach Pilsen geschickt wurde, um dort Sonderaufträge zu erledigen. In der Polizei brachte Flesch es in den folgenden Jahren zum Kriminalrat und in der SS bis zum SS-Obersturmbannführer (SS-Nummer 107.044).

## Familie
Reinhard Flesch heiratete am 17. Juni 1925 Anny Pfraug (* 1901). Aus der Ehe gingen vier Kinder hervor.